# Unhuman
Unhuman  is een Amerikaanse zombiefilm uit 2022. De film is geregisseerd door Marcus Dunstan en is de tweede uit een geplande reeks van acht horrorfilms die Epix en Blumhouse samen produceren.

## Verhaal
Het verhaal gaat over een groep scholieren. Tijdens een schoolreisje krijgt de bus een ongeval. De jongeren komen er achter dat ze worden achtervolgd. Ze moeten nu vechten om te overleven.

## Rolverdeling
| Acteur             | Personage |
| ------------------ | --------- |
| Brianne Tju        | Ever      |
| Benjamin Wadsworth | Randall   |
| riah Shelton       | Danny     |
| Ali Gallo          | Tamra     |